# Francis Atterbury

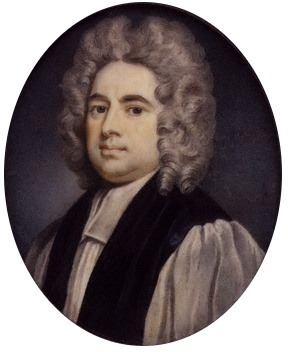
Francis Atterbury (1718)

Francis Atterbury (* 6. März 1663 in Milton Keynes; † 22. Februar 1732 in Paris) war englischer Bischof von Rochester.
Geboren in der Grafschaft Buckinghamshire besuchte er die Schule in Westminster und anschließend das Christ Church College in Oxford. 1691 wurde er Prediger zu St. Bride in London und königlicher Kaplan. Er gehörte der hochkirchlichen Richtung an und bekämpfte die liberalen Bischöfe und die Whigpartei. Daher wurde er nach dem Sturz der Whigs 1712 zum Dekan von Christ Church sowie anschließend 1713 zum Dekan von Westminster und Bischof von Rochester ernannt. Im Jahr 1720 stiftete er eine jakobitische Verschwörung an, die 1722 entdeckt wurde. Atterbury wurde abgesetzt und verbannt, stand bis 1728 in den Diensten des Prätendenten James Francis Edward Stuart (dem Sohn von König Jakob II.) und starb am 22. Februar 1732 in Paris.